# Jabłanica
Jabłanica (bułg. Ябланица) – miasto w północnej Bułgarii, w obwodzie Łowecz. Siedziba administracyjna gminy Jabłanica.
Powstanie miejscowości datuje się na XVIII wiek. Prawa miejskie otrzymała 27 lipca 1969 roku. W 1979 roku stała się ośrodkiem administracyjnym gminy Jabłanica.